# Palacio Ferreria
Palazzo Ferreria, oficialmente Palazzo Buttiġieġ-Francia, es un palacio que se encuentra cerca de la entrada de La Valeta, capital de Malta. Fue construido a finales del siglo XIX. Diseñado por el arquitecto Giuseppe Bonavia, hace uso de un concepto interesante de agregar balcones de madera local a un diseño inspirado en el de los edificios en Italia. Está protegido como monumento nacional de grado 2.

## Historia
En el solar del palacio existió una antigua ferrería de la Orden de San Juan para fabricar el armamento de los caballeros. Giuseppe Buttigieg y su esposa Giovanna Camilleri adquirieron el terreno del gobierno y construyeron el Palacio Ferreria a fines del siglo XIX. En la fachada se aprecian los escudos de armas de Buttiegieg y Camilleri. El palacio quedó como dote a su hija Teresa Buttigieg. Se casó con el coronel John Louis Francia, por quien el Palacio recibió su nombre por un tiempo. Francia era un ciudadano español de la colonia británica de Gibraltar, y los dos se conocieron en Malta mientras Francia estaba de servicio con el ejército británico. El Palacio Ferreria es el segundo palacio más grande de La Valeta después del Palacio del Gran Maestre.
La familia Francia residió en el palacio hasta el final de la Segunda Guerra Mundial, en 1947. La guerra había destruido o dañado parcialmente la mayoría de los edificios de La Valeta. El gobierno laborista, dirigido por Dom Mintoff, alquiló parte del palacio a Francia para el Departamento de Obras Públicas, para reconstruir y restaurar La Valeta de los daños causados por la guerra. La familia mantuvo una pequeña parte del palacio como un apartamento que ahora se utiliza como oficina del Ministerio del gobierno maltés. Francia vendió el palacio en 1979 al gobierno que fue administrado una vez más bajo el Primer Ministro de Malta, Dom Mintoff. Hoy las partes bajas del palacio albergan varias tiendas. El palacio fue restaurado en 2017.

## Arquitectura
El arquitecto del Palazzo Ferreria fue Giuseppe Bonavia, quien también diseñó la Torre Lija Belvedere y La Borsa. El palacio está programado como monumento nacional de grado 2 por la Autoridad de Planificación y Medio Ambiente de Malta (MEPA). Bonavia quería desarrollar este sitio después de perder la licitación para convertirse en el arquitecto de la Ópera Real (al lado opuesto) y mostrar lo que era capaz de construir y lo que podría haber resultado si su diseño hubiera sido elegido sobre el de Edward Middleton Barry.

## Galería de imágenes

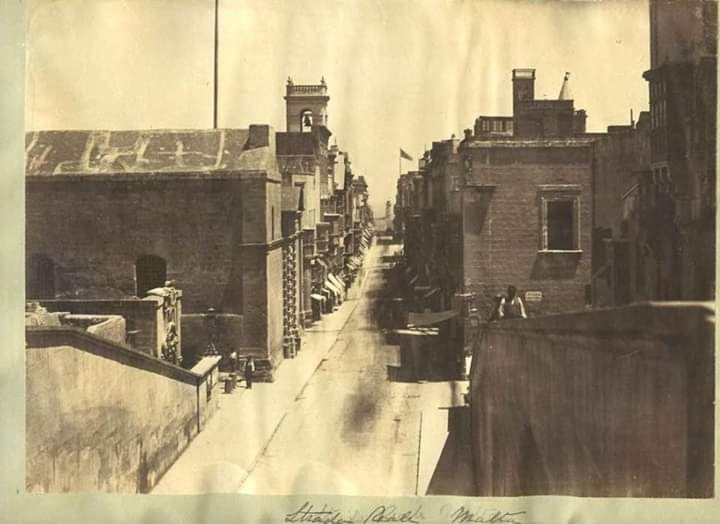
La fundición de la Orden (izquierda) que se encontraba en el sitio del Palacio Ferreria, tal como estaba en 1859.
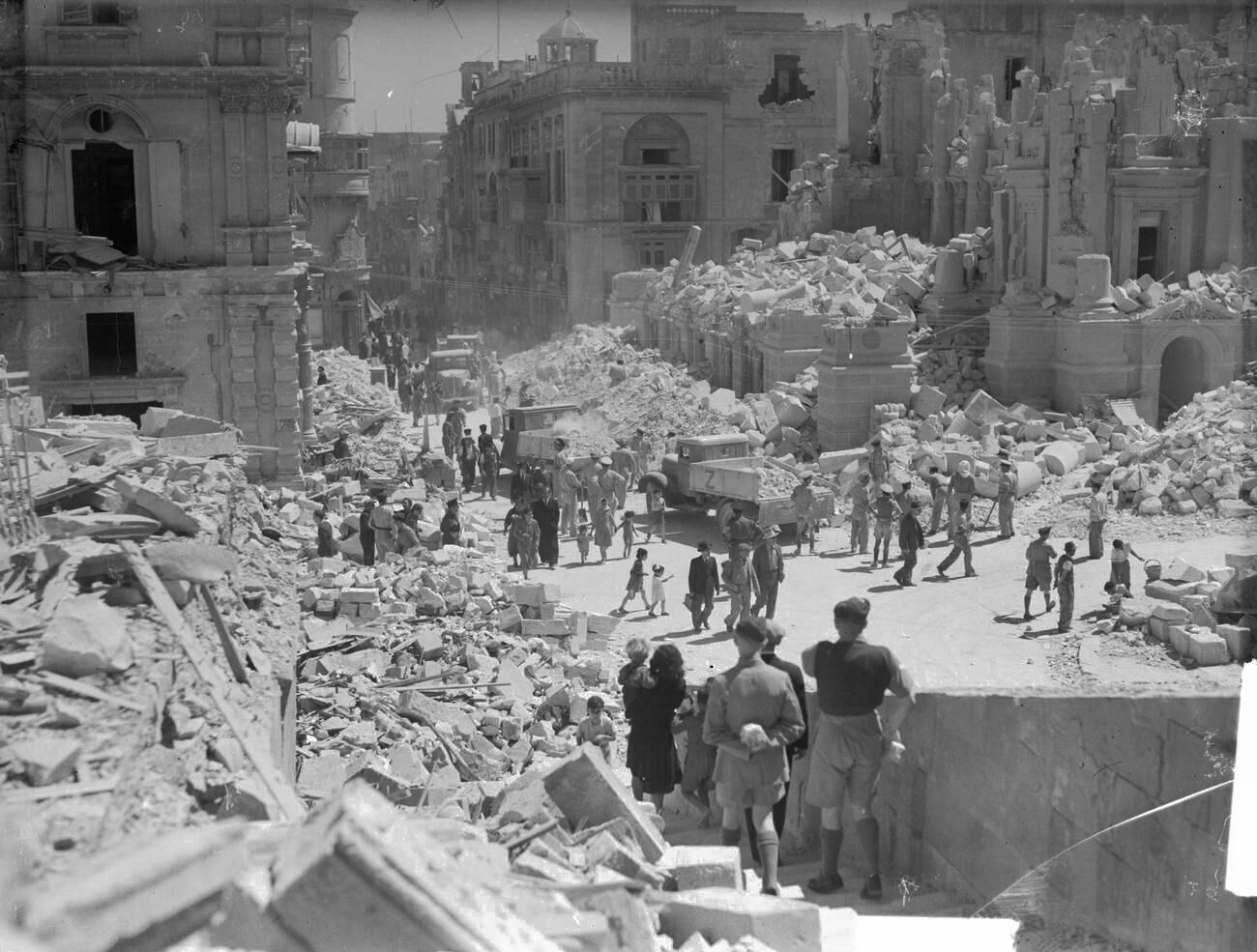
Durante la Segunda Guerra Mundial, varios edificios en La Valeta sufrieron daños estructurales, incluido un daño mínimo en el Palazzo Ferreria a la izquierda.
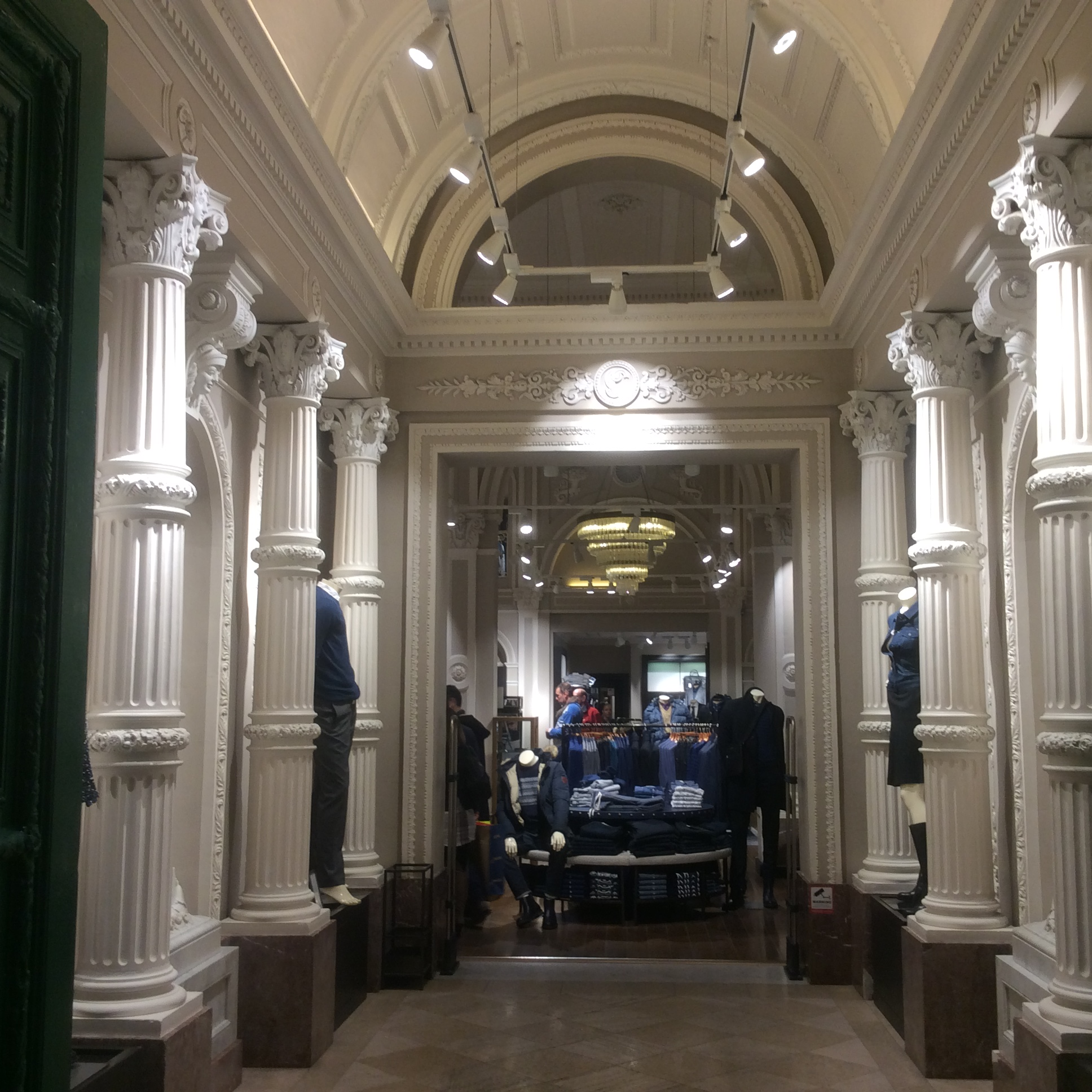
Una de las entradas del Palacio Ferreria, ahora una tienda de ropa.
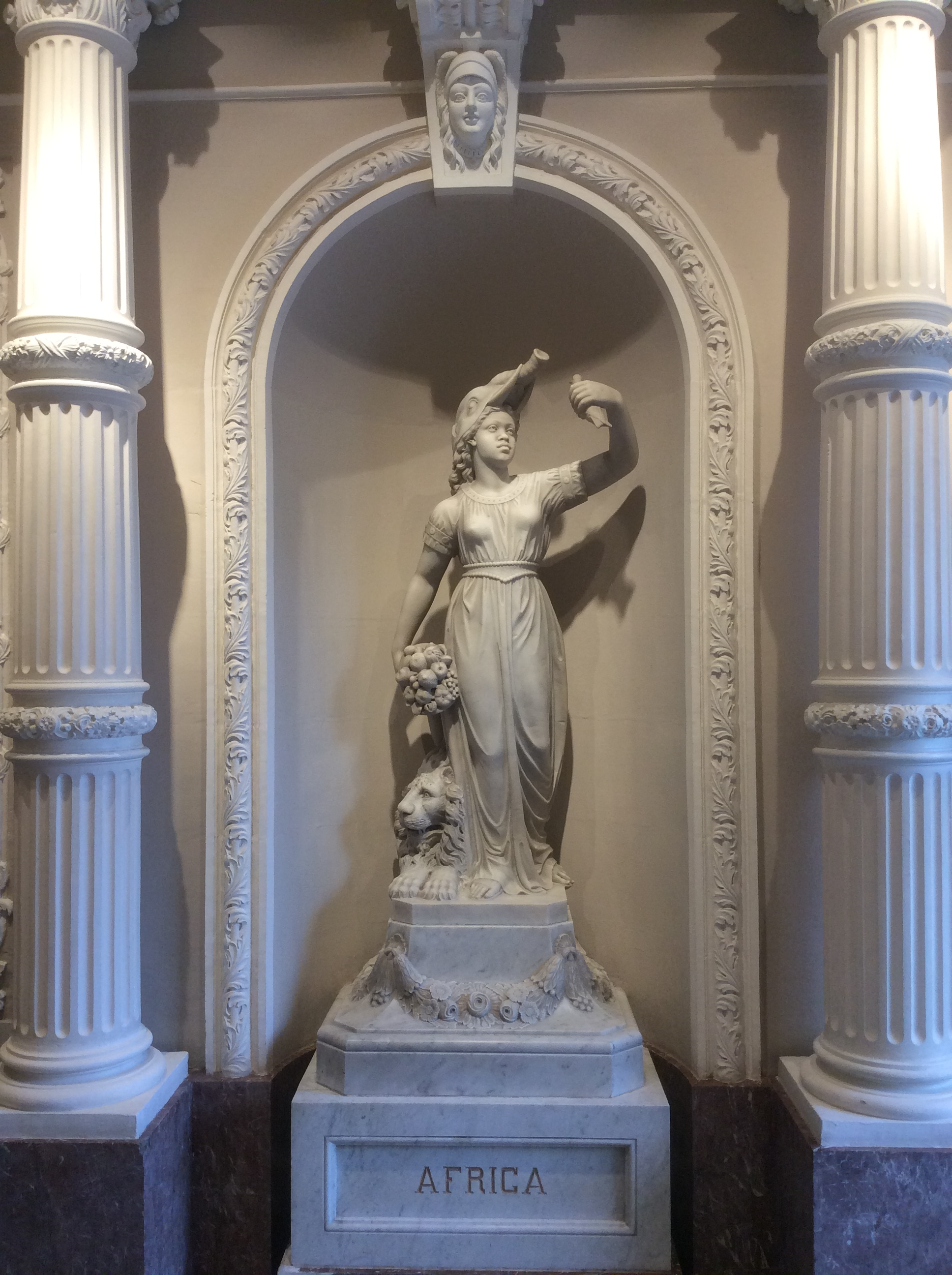
Estatua que representa a África.
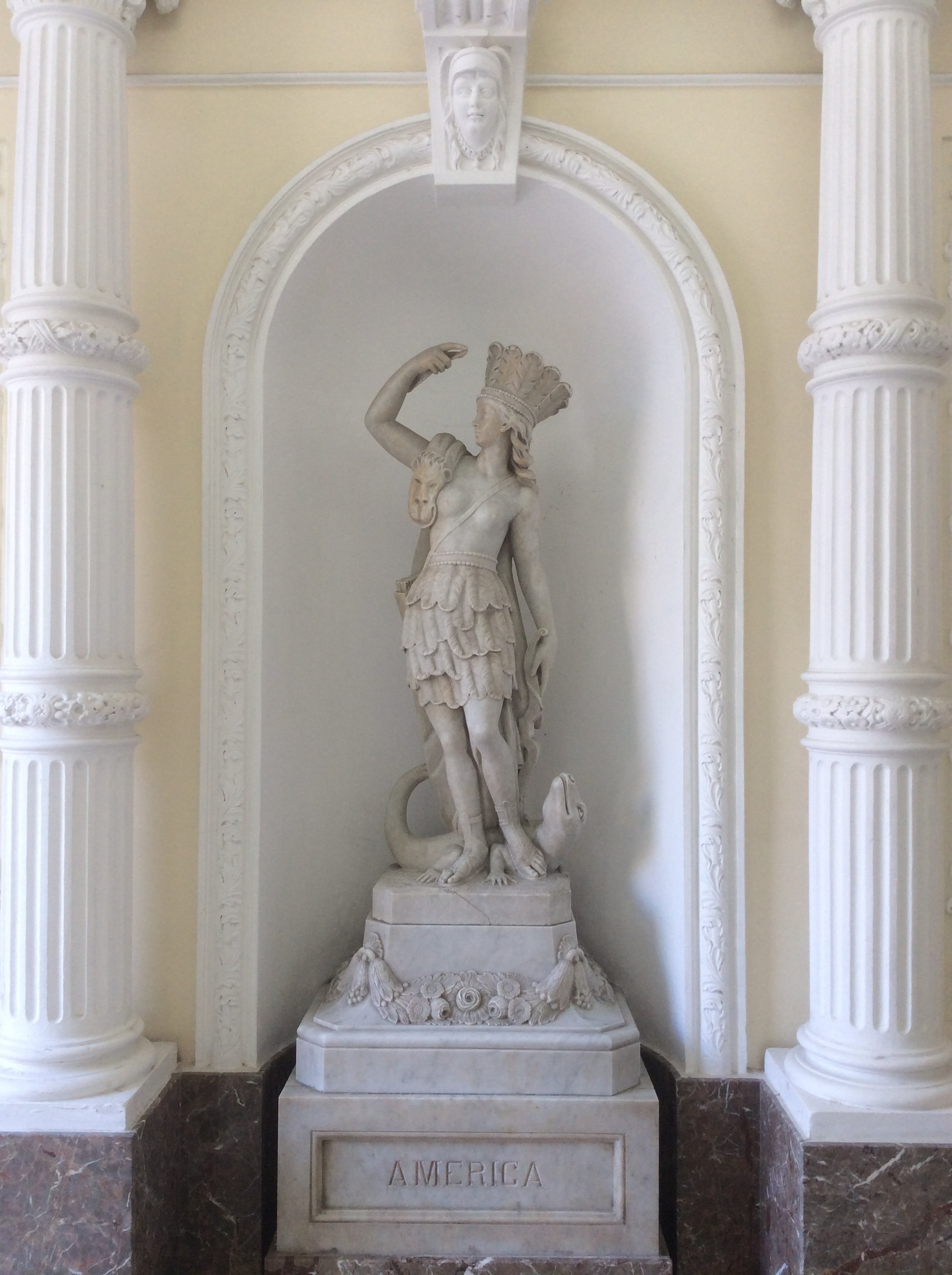
Estatua que representa las Américas.
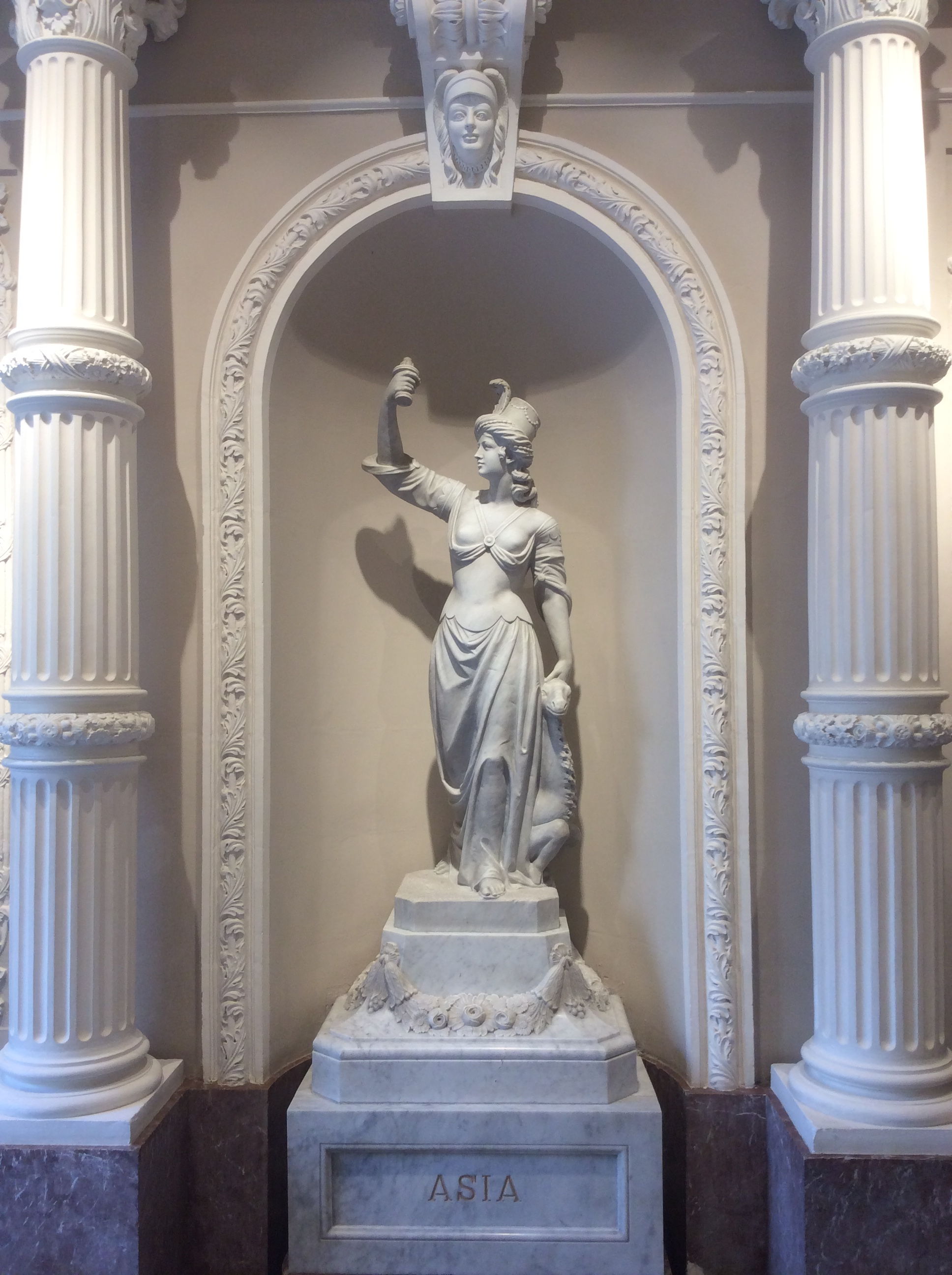
Estatua que representa a Asia.
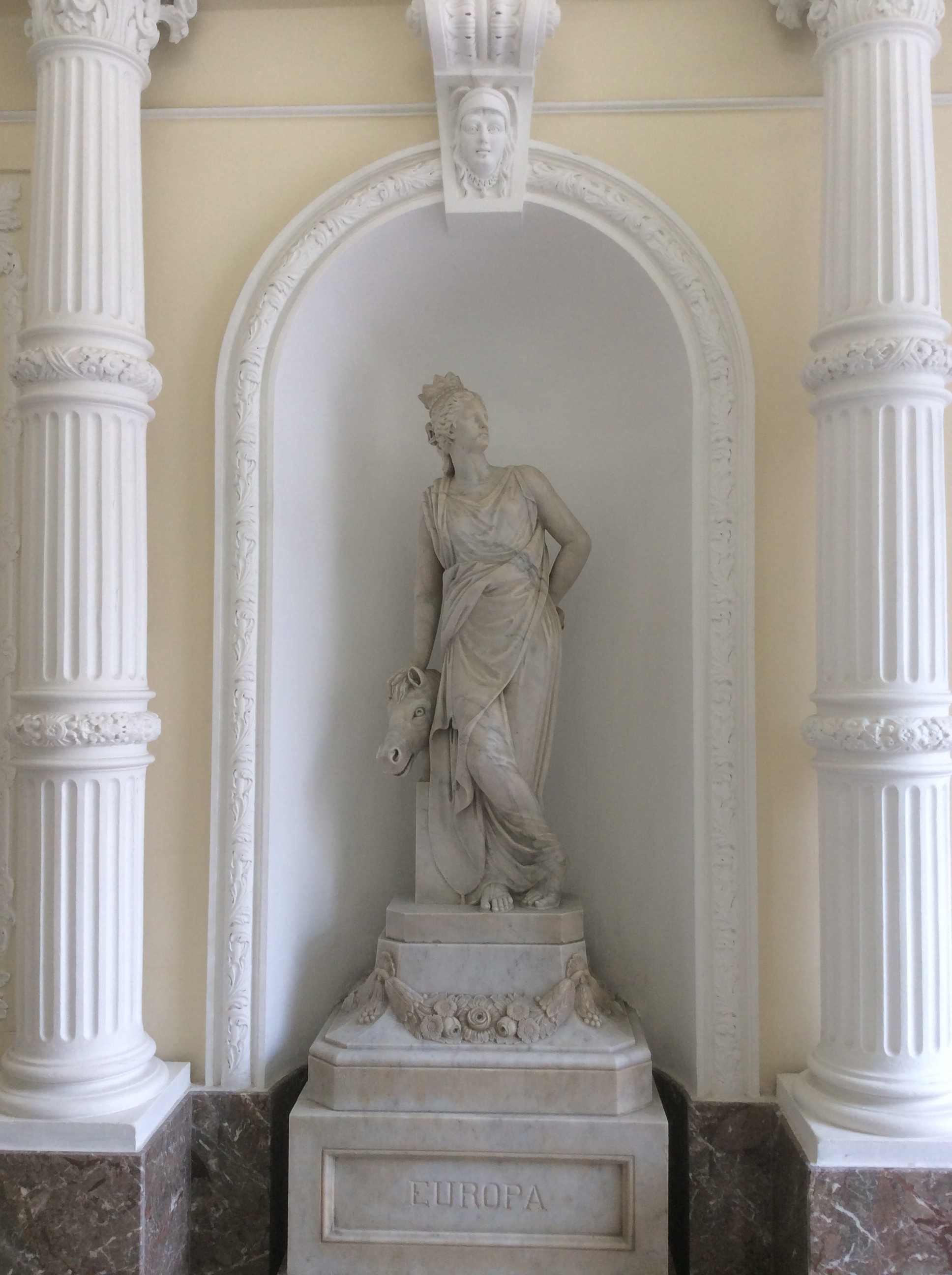
Estatua que representa a Europa.